# Velký kotelský rybník
Velký kotelský rybník lidově zvaný „Kotelák” je chovný rybník o rozloze 3,35 ha v Hutích pod Třemšínem v okrese Příbram. Je v majetku majetku Arcibiskupství pražského.

## Popis
Velký kotelský rybník se nachází v katastru obce Hutě pod Třemšínem, části města Rožmitál pod Třemšínem. Jeho hlavním přítokem je řeka Vlčava, která jím protéká do blízkého Malého kotelského rybníka. Rybník je užíván pro chov kaprů. Pravidelně se zde konají výlovy.

## Historie
Hráz rybníka byla protržena při velké povodni 21. června 1895.